# Caudella oligotricha
Caudella oligotricha är en svampart som beskrevs av Syd. & P. Syd. 1916. Caudella oligotricha ingår i släktet Caudella och familjen Microthyriaceae.   Inga underarter finns listade i Catalogue of Life.